# 헨리 루커스
헨리 루커스(1610년 ~ 1663년 7월)는 영국의 성직자이자 정치가이다. 4000권에 달하는 자신의 장서와 연 100 파운드에 달하는 소득을 내는 자신의 토지를 기부해 케임브리지 대학교에 수학 교수 직을 만든 것으로 알려져 있다. (이는 루커스 석좌 교수 로 현대까지 내려온다.)